# Passiflora markiana
Passiflora markiana är en passionsblomsväxtart som beskrevs av K.Hansen. Passiflora markiana ingår i släktet passionsblommor, och familjen passionsblomsväxter. Inga underarter finns listade i Catalogue of Life.